# قایق توپ‌دار کلاس هانگپو
قایق توپ‌دار کلاس هانگپو (به انگلیسی: Huangpu-class gunboat) یک کلاس از قایق‌های توپ‌دار است که طول آن ۲۴٫۶۴ متر (۸۰ فوت ۱۰ اینچ) می‌باشد.